# Simon Michel
Pour les articles homonymes, voir Michel.
Simon Michel, né le 19 janvier 1977 à Berthoud (originaire du même lieu et de Köniz), est un chef d'entreprise, à la tête du groupe de génie biomédical Ypsomed (de) depuis juillet 2014, et une personnalité politique suisse, membre du Parti libéral-radical.
Il est député du canton de Soleure au Conseil national depuis décembre 2023.

## Biographie
Simon Michel naît le 19 janvier 1977 à Berthoud. Sa famille paternelle est originaire du même lieu et de Köniz, dans le canton de Berne. Il a un frère cadet et grandit dans le canton de Berne.
Il fait des études d'économie d'entreprise à l'Université de Saint-Gall, avec une spécialisation en gestion des médias et en communication ; il est membre de la société d'étudiants Zofingue. Au terme de ses études, il travaille trois ans pour Orange, dans le domaine de la mercatique.
Il dirige depuis le 1er juillet 2014 le groupe de génie biomédical Ypsomed (de), créé en 2003 par son père à Berthoud, dans le canton de Berne,. Il avait rejoint l'entreprise en 2006 et son comité directeur en 2008.
Il a le grade de major au sein de l'Armée suisse.
Il est marié à une Saint-Galloise et père de deux enfants et vit à Soleure.

## Parcours politique
Il entre en politique pour les élections cantonales soleuroises de mars 2017. Il termine deuxième de la liste libérale-radicale de son district, ce qui lui permet de siéger au Conseil cantonal de Soleure. Il s'y profile notamment sur les questions fiscales. Il en démissionne pour le 31 janvier 2024.
Il est élu député du canton de Soleure au Conseil national en octobre 2023, où il succède à Kurt Fluri. Il est le deuxième parlementaire le plus riche de la législature après Magdalena Martullo-Blocher,.
Il se déclare à plusieurs reprises en faveur de la conclusion de l'accord institutionnel entre la Suisse et l'Union européenne. Il lance en juillet 2024 la plateforme de promotion de la voie bilatérale Progrèsuisse avec une dizaine d'autres personnes, dont Jacques de Watteville (de).